# Тышкевич, Антоний Ян
Анто́ний Ян Тышке́вич (ок. 1609 — 11 марта 1649) — государственный деятель Великого княжества Литовского, чашник великий литовский (1640), подскарбий надворный литовский (1640—1645), маршалок надворный литовский (1645—1649), староста вилькомирский, администратор Брестской экономии.

## Биография
Представитель логойской линии литовского магнатского рода Тышкевичей герба «Лелива». Старший сын воеводы бересейского Яна Остафия Тышкевича (ум. 1631) и Софии Вишневецкой (ум. после 1612). Братья — подкоморий берестейский Казимир, епископ виленский Ежи, воевода черниговский Кшиштоф и чашник киевский Фелициан.
В 1640 году Антоний Ян Тышкевич был назначен чашником великим литовским, в том же году получил должность подскарбия надворного литовского. В 1645 году был назначен маршалком надворным литовским.

## Семья
Был женат на Криштине Швыковской, от брака с которой имел единственного сына:
- Владислав Тышкевич (1644—1684), кравчий великий литовский (1676—1684)